# 롄샤오
롄샤오(중국어: 連笑 연소, 1994년 4월 8일 ~ )는 중국의 바둑 기사이다. 랴오닝성 단둥 시 출신이며 2007년에 입단하였다. 현재 산동중국망통신팀 선수로 활약하고 있다.

## 경력
- 2010년 15회 LG배 본선 진출
- 2012년 17회 LG배 8강 진출(최철한과의 8강전은 폐질환으로 기권), 중신은행배 준우승(대 퉈자시)
- 2013년 제10회 창기배 준우승(대 스웨 0:2), 제15회 아함동산배 우승 (대 판팅위), 제15회 중일 아함동산배 우승 (대 무라카와 다이스케)
- 2014년 제15회 이광배 우승 (대 우광야)